# Dortmund-Märkische Eisenbahn
Die Dortmund-Märkische Eisenbahn GmbH (DME) war ein Eisenbahnverkehrsunternehmen, welches vom 30. Mai 1999 bis zum 11. Dezember 2004 die Regionalbahnlinie RB 52 zwischen Dortmund, Hagen und Lüdenscheid betrieb. Sie war eine Tochtergesellschaft der Dortmunder Stadtwerke (Anteil 74 %) und der Märkischen Verkehrsgesellschaft (Anteil 26 %).

## Geschichte

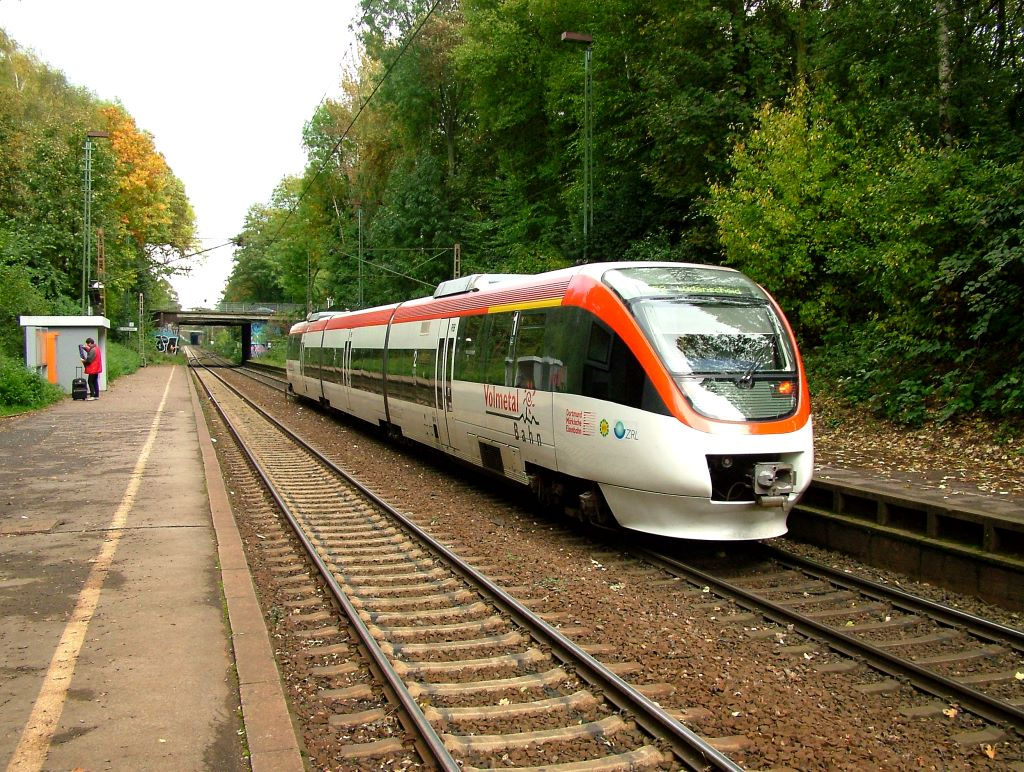
Ein Zug der DME im Haltepunkt Dortmund Westfalenhalle (heute: Signal Iduna Park)

Nach der Regionalisierung im Rahmen der Bahnreform wurde die Linie RB 52, die bis dato von der Deutschen Bahn betrieben wurde, als Pilotprojekt von den zuständigen Aufgabenträgern Verkehrsverbund Rhein-Ruhr (VRR) und Zweckverband SPNV Ruhr-Lippe (ZRL) ausgeschrieben. Die Bietergemeinschaft von Dortmunder Stadtwerken und Märkischer Verkehrsgesellschaft gewann 1996 diese Ausschreibung und gründete daraufhin am 11. September 1997 die DME. Der Betrieb als erste Privatbahn (nichtbundeseigene Eisenbahn) in Nordrhein-Westfalen, die eine Ausschreibung einer bisherigen DB-Strecke gewonnen hatte, wurde nach Kauf der Fahrzeuge am 30. Mai 1999 aufgenommen.
Ende 2002 wurde die Volmetalbahn von VRR und ZRL erneut ausgeschrieben, dieses Mal im Sauerland-Netz zusammen mit den Linien RE 57 (Dortmund – Arnsberg – Bestwig – Winterberg), RB 53 (Dortmund – Schwerte – Iserlohn) und RB 54 (Unna – Fröndenberg – Menden – Neuenrade). Die DME bewarb sich um diese Strecken, unterlag aber der DB Regio NRW. Diese Bahngesellschaft fährt daher seit dem 12. Dezember 2004 auch auf der zuvor von der DME befahrenen Strecke.
Die Gesellschaft, die beim Amtsgericht Dortmund unter HRB 12798 verzeichnet war, wurde daraufhin zum 10. Januar 2006 aufgelöst, die 1999 zur DME abgestellten und speziell geschulten Mitarbeiter von den Dortmunder Stadtwerken oder der Märkischen Verkehrsgesellschaft erneut übernommen und die vier Fahrzeuge verkauft. Nach Abwicklung der Abrechnung der Verkehrsverträge und Beilegung von Streitigkeiten bezüglich der Fahrzeugförderung und den Unfällen erlosch die Firma zum 8. September 2011.

## Betrieb
Die DME betrieb die Regionalbahn RB 52 mit dem Liniennamen Volmetalbahn zwischen den Bahnhöfen Dortmund Hbf und Lüdenscheid. Die Linie nutzte dabei von Nord nach Süd folgende Bahnstrecken:
- Bahnstrecke Dortmund–Soest, zwischen Dortmund Hbf und Dortmund Westfalenhalle
- Bahnstrecke Düsseldorf-Derendorf–Dortmund Süd, zwischen Dortmund Westfalenhalle und Hagen Hbf
- Bahnstrecke Hagen–Dieringhausen, die namensgebende Volmetalbahn, zwischen Hagen Hbf und Brügge
- Bahnstrecke Brügge–Lüdenscheid, auf gesamter Strecke

Dabei war der VRR der zuständige Aufgabenträger auf dem Gebiet der Städte Dortmund und Hagen und des Ennepe-Ruhr-Kreises für den Abschnitt von Dortmund Hbf bis Hagen-Rummenohl, und der ZRL auf dem Gebiet des Märkischen Kreises für den Abschnitt von Schalksmühle-Dahlerbrück bis Lüdenscheid. Im Bereich des VRR galt dessen Tarif, im Bereich des ZRL der Tarif der Verkehrsgemeinschaft Ruhr-Lippe (VRL).
Es wurde täglich ein Stundentakt bis ca. 22 Uhr angeboten, montags bis freitags ab ca. 5 Uhr, samstags ab 6 Uhr und sonntags ab 8 Uhr.

## Fahrzeuge

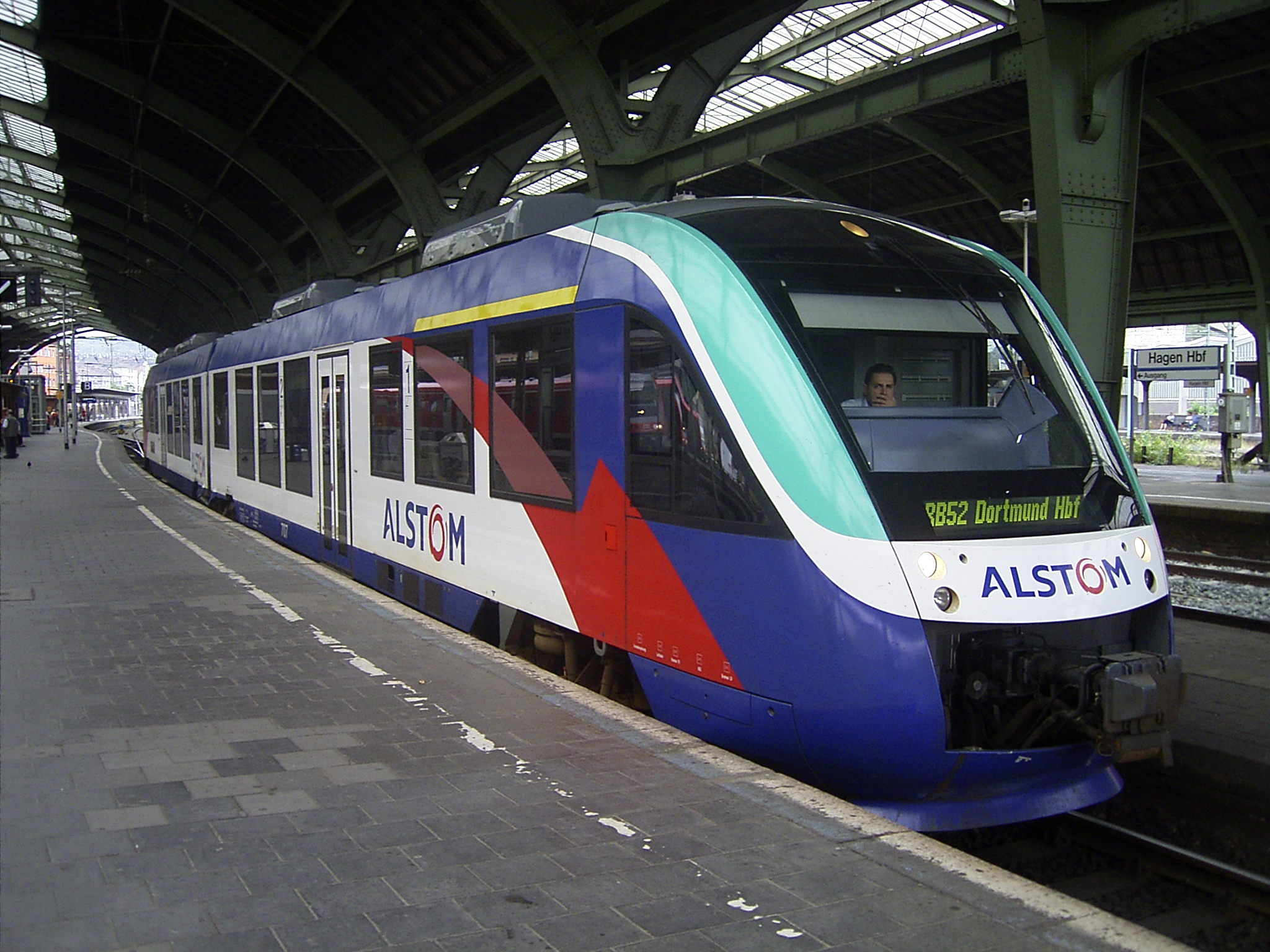
Der statt eines verunglückten Talent eingesetzte Vorführwagen für den LINT 41 von Alstom wartet in Hagen auf seine Abfahrt

Die Strecke wurde mit vier dreiteiligen Dieseltriebwagen (VT 01.101, VT 01.102, VT 01.103 und VT 01.104) des Typs Bombardier Talent mit 1. und 2. Klasse befahren, wobei ein Fahrzeug regulär immer als Reserve vorgehalten wurde. Die Wartung der Triebwagen erfolgte in den Werkstätten der Dortmunder Eisenbahn.
Mehrmals wurden Fahrzeuge durch Unfälle beschädigt, besonders folgenreich war ein Rangierunfall am 26. August 2002, nach dem zwei der vier Fahrzeuge für sechs Monate ausfielen. Ersatzweise wurden Fahrzeuge anderer Bahnunternehmen gemietet, u. a. typengleiche Talente der Ostmecklenburgischen Eisenbahn, ein Regio-Sprinter der Dürener Kreisbahn, zwei MAN-Schienenbusse der Karsdorfer Eisenbahngesellschaft und ein Vorführfahrzeug des Typs LINT 41 von Alstom LHB.
Die vier Fahrzeuge wurden nach Betriebsende der DME von der Leasinggesellschaft Alpha Trains gekauft. Diese hatte die Fahrzeuge unter anderem an die Eurobahn und die NordWestBahn vermietet; heute fahren die Triebwagen mit den Nummern 643 124, 121, 122 und 123 bei Transdev Regio Ost (Mitteldeutsche Regiobahn).